# På Herran jagh förtröstar
På Herran jag förtröstar, är en psalm av Haqvin Spegel (1645-1714) Psalmen baseras på Konung Davids 11:e psalm. En tröstpsalm som har 6 verser. Psalmen har som melodi nr 341 Tacker HErranom som är ganska blider.
Psalmen inleds 1695 med orden:
På Herran jagh förtröstar
Och warder wäl förlöster

## Publicerad som
- 1695 års psalmbok som nr 30 under rubriken "Konung Davids Psalmer".